# دار حسین

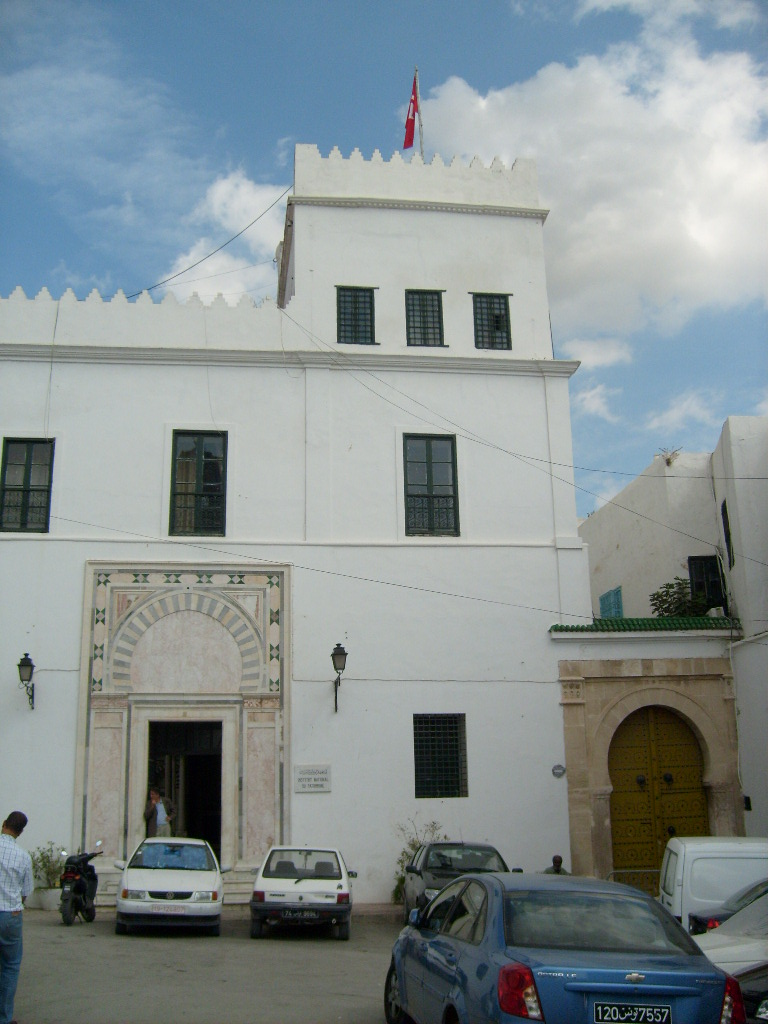
محل قلعه و دار حسین

دار حسین (عربی: دارحسين) یک کاخ قدیمی در شهر تونس (پایتخت تونس) است. این کاخ در محله چهار قلعه، منطقه باب مناره واقع شده‌است.

## تاریخچه
این کاخ قرن‌ها خانه بسیاری از شاهزادگان، پادشاهان و بیک‌ها بوده‌است. هر یک از آنها سنت‌های شخصی خود را به این کاخ افزوده و آن را بیشتر گسترش داد.
تزئینات فعلی کاخ به انتخاب یوسف صاحب اطباء بود.
در سال ۱۸۵۸، دار حسین اولین شورای شهرداری تونس شد و با دارا بودن ۱۰ عضو، نام دار الاچرا (خانه ده نفره) را دریافت کرد.
در سال ۱۸۸۱، ژنرال فرانسوی لئونارد-لئوپولد فورگمول دو بوستکنارد برای کل دوره اشغال در دار حسین ماند و پس از ۱۹۵۷، دفتر اصلی مؤسسه ملی میراث شد.

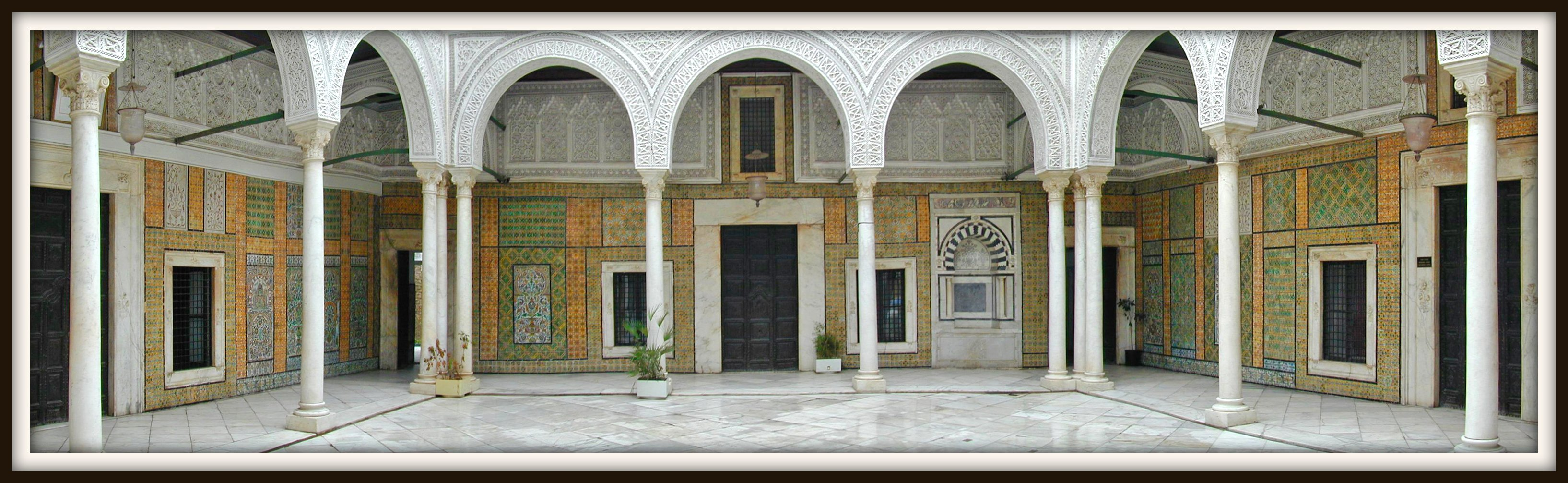

## ریشه‌جویی
نام دار حسین را از آخرین صاحبش ، ژنرال حسین که دوست بسیار نزدیکی با خیرالدین تونسی بود ، گرفت.

## نگارخانه

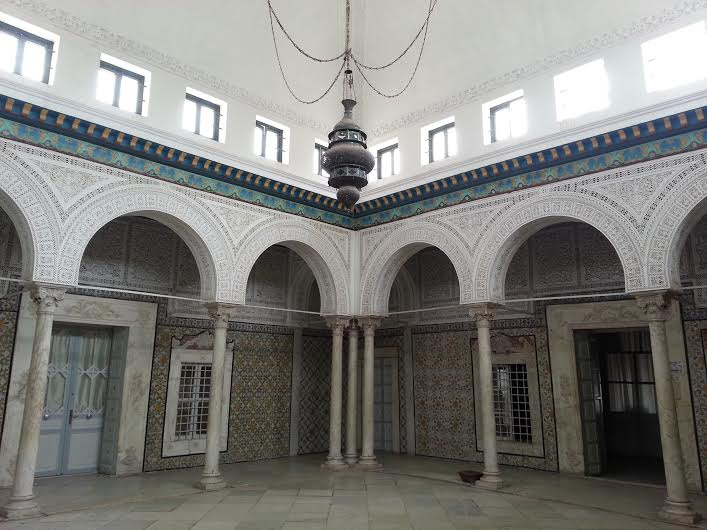
اتاقی در دار حسین
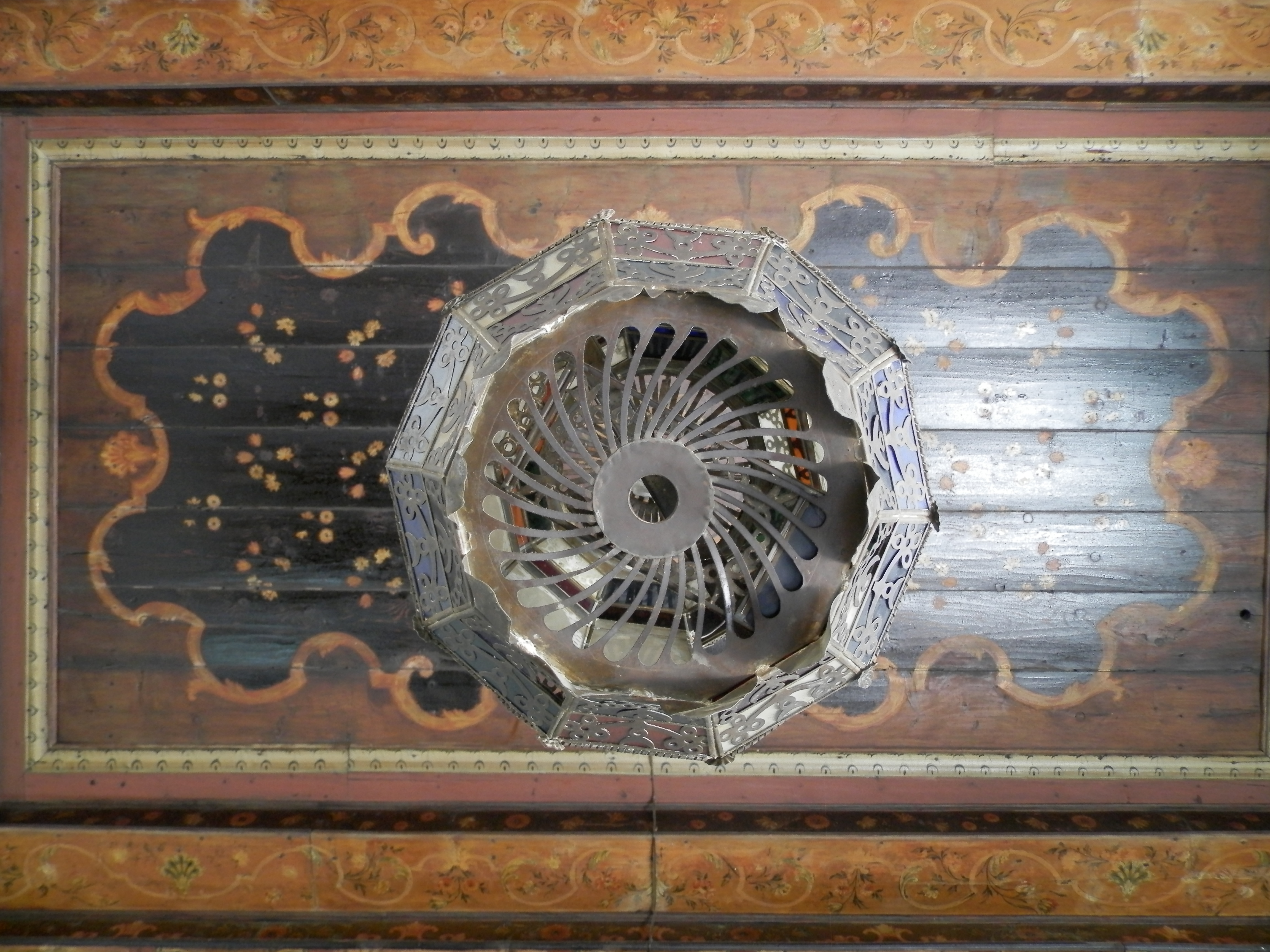
سقف یکی از اتاق‌ها
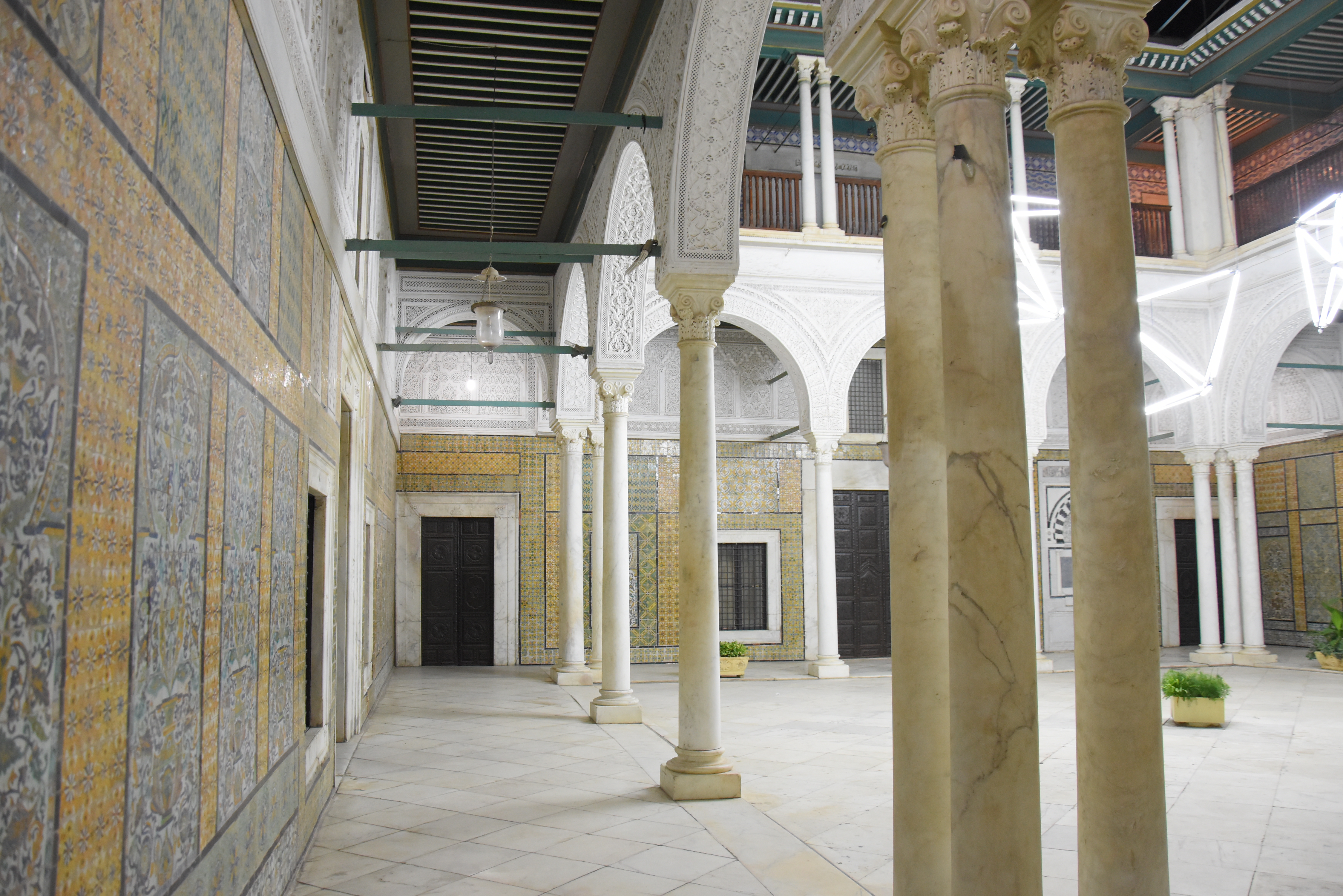
رواق‌های سالن
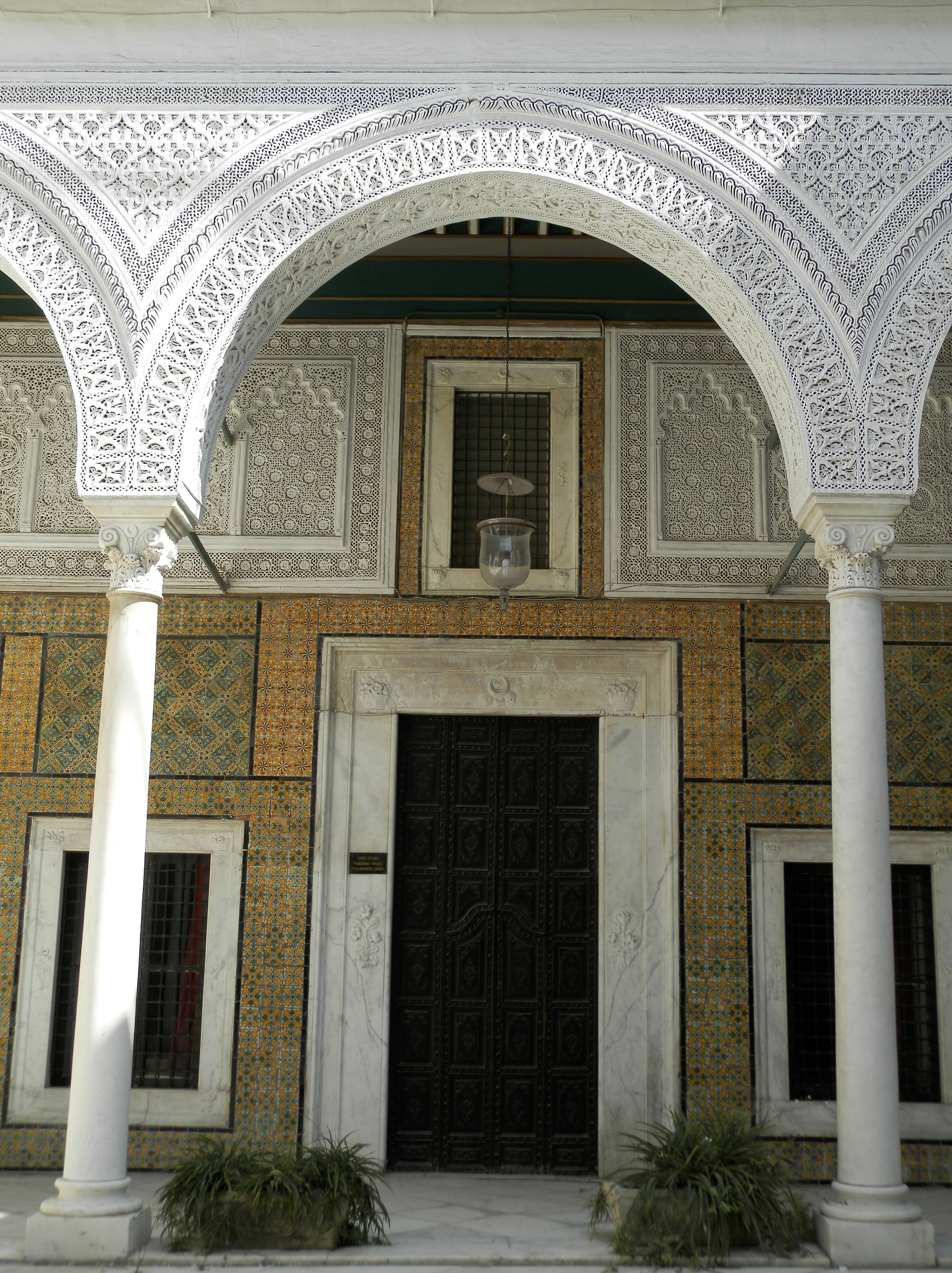
رواق‌های سالن
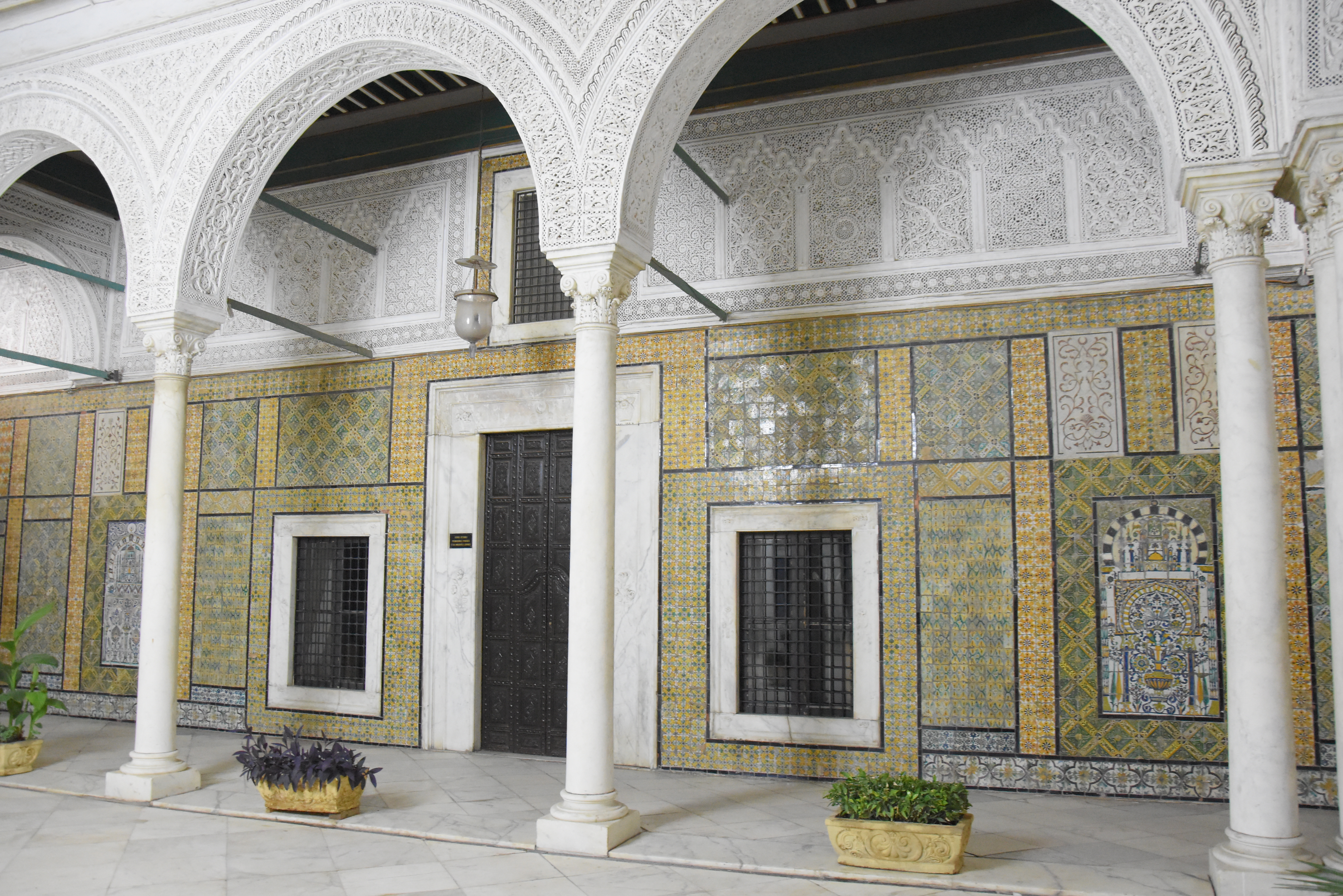
رواق‌های سالن
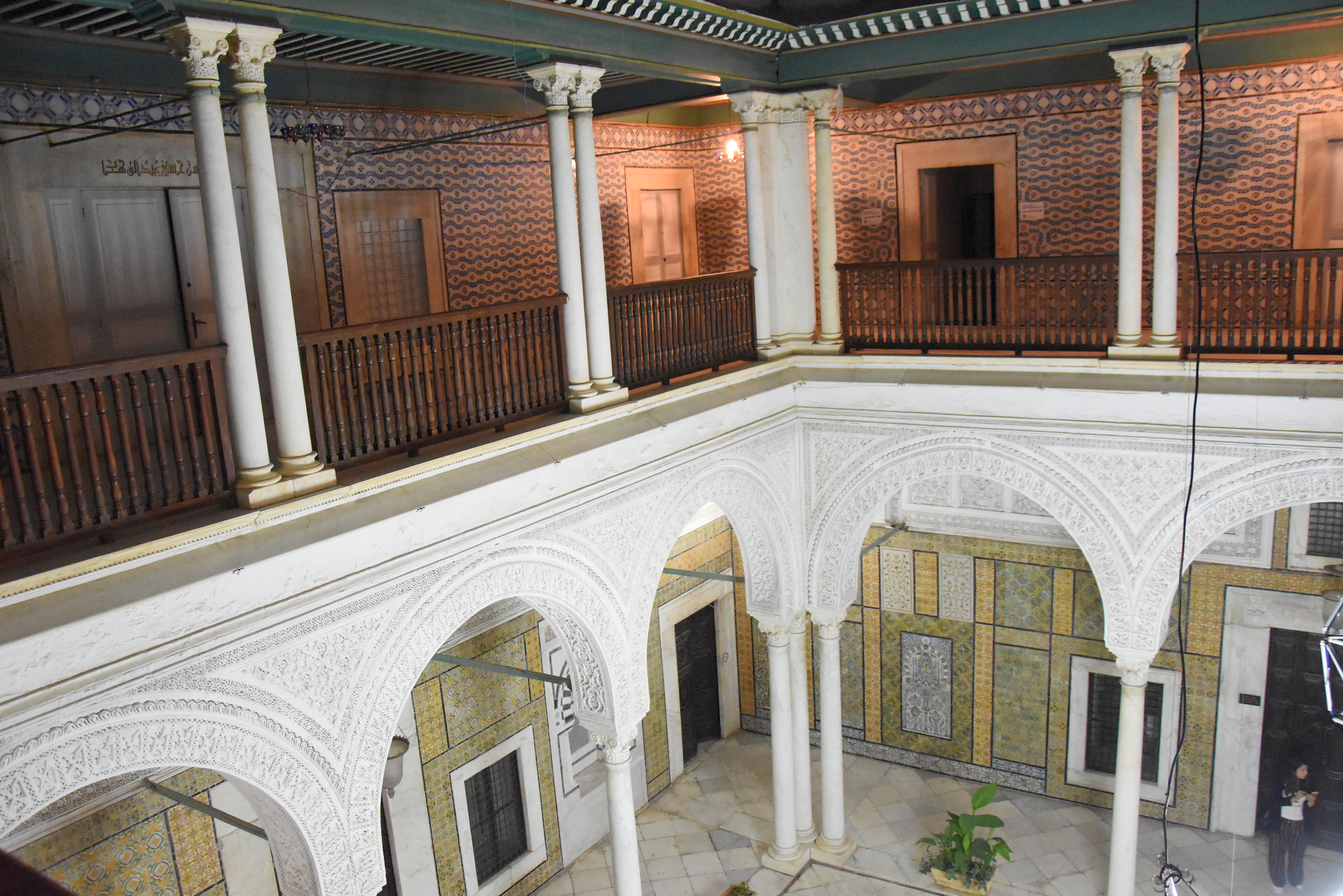
رواق‌های سالن
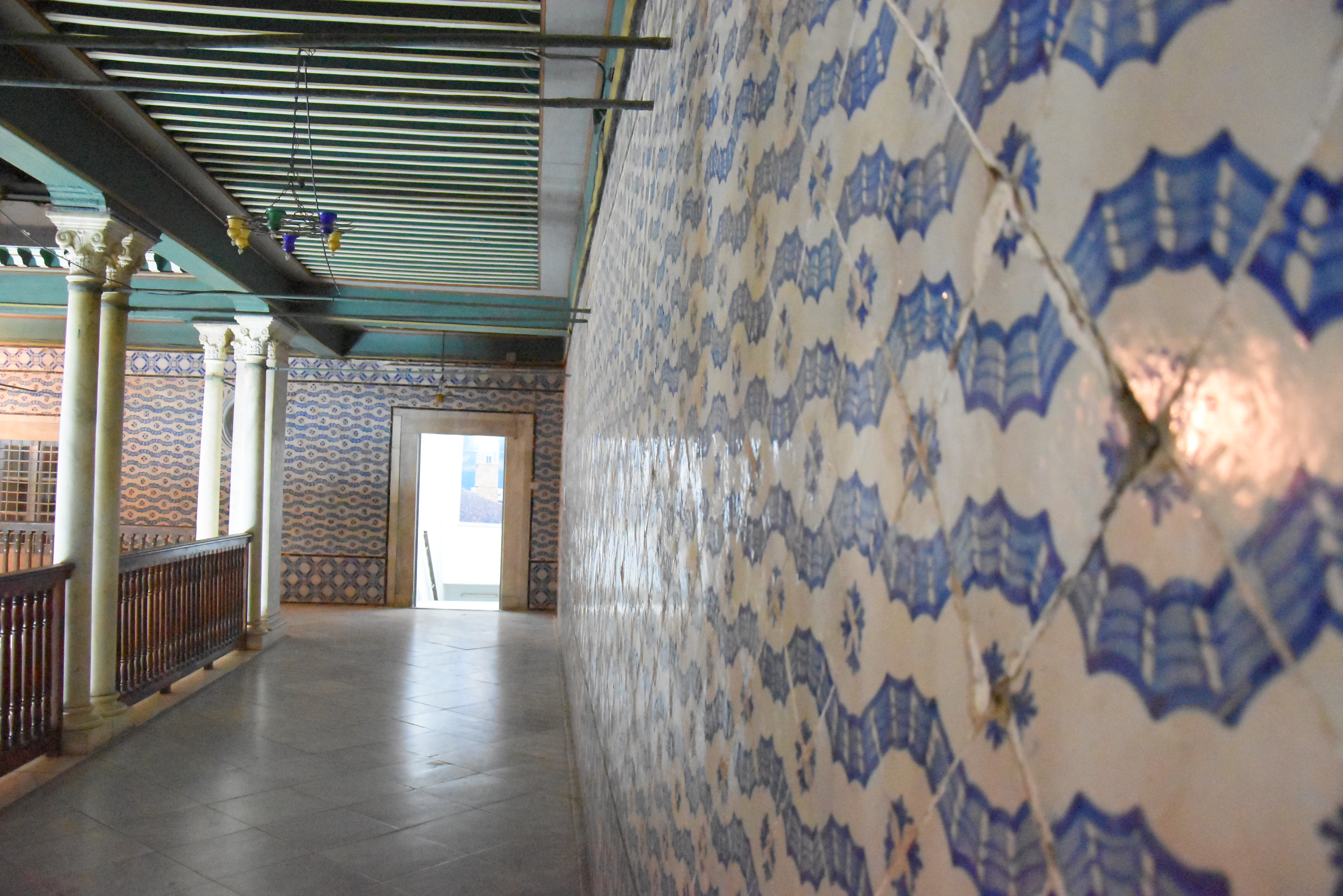
رواق‌های سالن
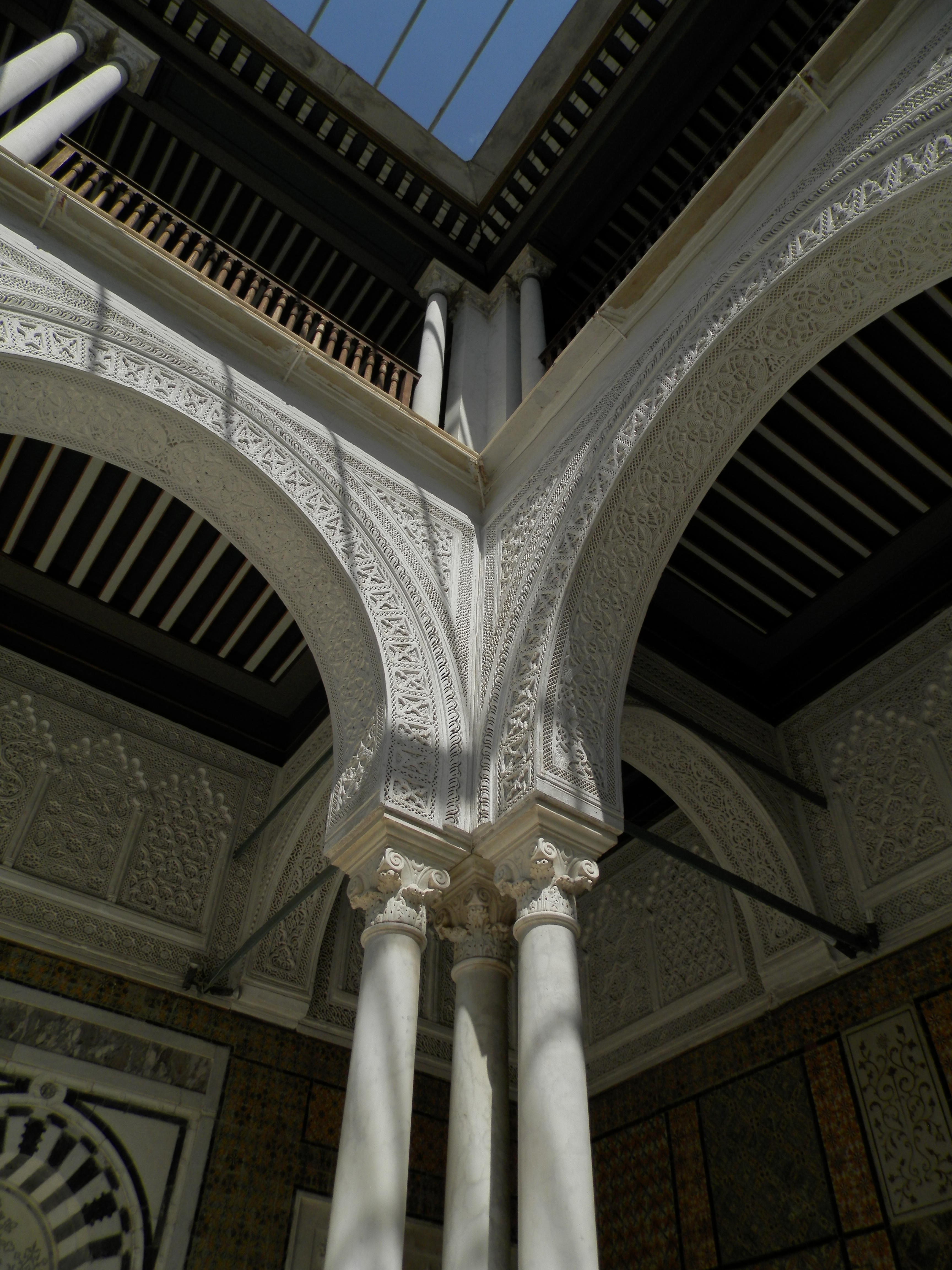
ستون‌های سالن
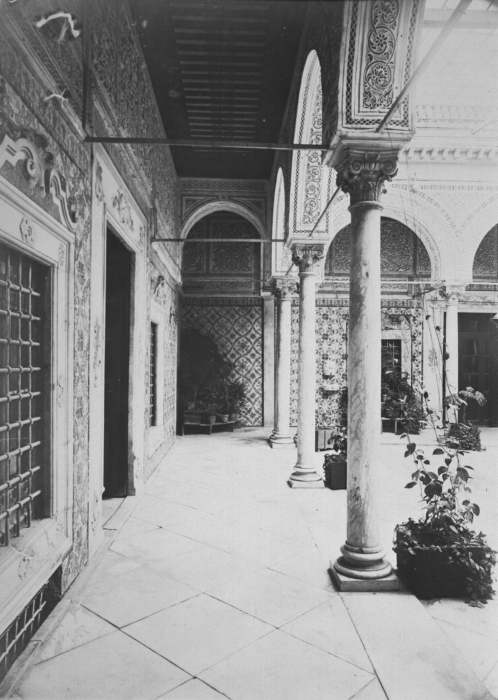
دار حسین در قرن بیستم
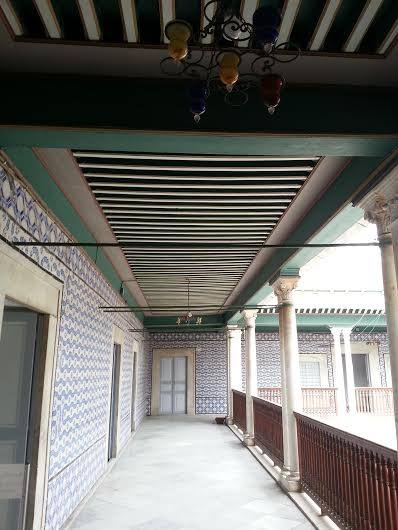
بالکن سالن